# Space Battleship Yamato
Space Battleship Yamato (宇宙戦艦ヤマト, Uchū Senkan Yamato), conhecido como Patrulha Estelar no Brasil e Força Astral em Portugal, é um anime de ficção científica.
Concebido pelo produtor Yoshinobu Nishizaki em 1973, o projeto passou por diversas revisões. Foi inicialmente intitulado "Asteroid Ship Icarus" e tinha uma tripulação viajando pelo espaço em um asteroide esburacado em busca do planeta Iscandar. No entanto, quando Leiji Matsumoto se juntou a equipe de produção, muitos desses conceitos foram descartados.
A série deu origem a um mangá chamado Cosmoship Yamato, a diversos filmes de animação, séries spin-offs, OVAs e um filme live-action.

## História
Conta as aventuras da tripulação do encouraçado espacial Yamato, adaptado para viagens espaciais no ano de 2199, a partir do encouraçado japonês Yamato, afundado na Segunda Guerra Mundial. Até então, seus destroços estavam encalhados no fundo do oceano. Foi adaptado para ser a última esperança da Terra na resistência contra os ataques do planeta Gamilon.
De fato, a animação faz grande referência à marinha japonesa. No início da série é apresentada a história do Yamato, e seus últimos momentos antes de ser afundado por um bombardeio da Força Aérea dos Estados Unidos. As naves e as formações de combate são inspiradas em batalhas navais.
Além disso discute-se se os Gamilons seriam uma metáfora, ou ao menos uma referência aos americanos. O anime de certa forma visa elevar a autoestima do povo japonês com sua referência de caráter heroico à sua marinha.
Como um folhetim em capítulos, como é tradicional na animação japonesa, Patrulha Estelar teve 3 séries produzidas. Além disso contou também com 5 animações em longa-metragem, quase todos obedecendo à cronologia da série, de forma que os filmes podem ser considerados como sequências das séries de TV, ou séries de um episódio só. O segundo longa não pode ser considerado com parte da cronologia, pois foi levado ao ar como série de TV tendo um final diferente, já que fora criado para ser o fim da saga.

## Personagens principais
| Oficiais - General Ykro (Ikuro Todo) - Capitão Juzo OKITA (Japão) / Abraham Avatar (EUA/Brasil) - Susumo KODAI (Japão) / Derek WILDSTAR (EUA/Brasil) - Yuki MORI (Japão) / NOVA Forrester (EUA) / LOLA (Brasil) - Daisuke SHIMA (Japão) / Mark VENTURE (EUA/Brasil) - Shiro SANADA (Japão) / Stephen SANDOR (EUA/Brasil) - Giichi AIHARA (Japão) / Homer/Aiara (EUA/Brasil) - Tasuke TOKUGAWA (Japão) / Orion (EUA/Brasil) - Conroy/Katt (Kato) | Praças - Tokugawa Tasuke - Takeshi Ageia - Riusuke Domon | Outros - Desslar (Japão) / General Deslock (EUA/Brasil) - Talan - Teresa (Japão/EUA) / Trilena (Brasil) - Stasha (Japão) / Starsha (EUA/Brasil) - Luda - IQ-9 (Analyzer) - Masako Todo - Sasha |

## As produções

### Telesséries
- Busca de Iscandar

Ao receber a mensagem de Star-sha, a tripulação parte para buscar, no planeta Iscandar a máquina que livraria a Terra da radiação emitida pelas bombas-meteoro lançadas pelo planeta Gamilon, liderado pelo imperador Deslock. Para essa missão o encouraçado Yamato, que estava encalhado no fundo do oceano, é transformado em nave espacial, recebendo a tecnologia fornecida por Star-sha em sua mensagem, o motor de ondas.
- Cometa Império

Um ano após o fim da guerra contra Gamilon, surge um novo inimigo, o Cometa Império. Enquanto ele se aproxima, a Patrulha Estelar parte para atender a um pedido de socorro enviado por Trilena (Tereza), do planeta Telezart. Aliado ao Cometa Império está Deslock, que luta por sua vingança pessoal contra a Patrulha Estelar.
- Guerra de Polar, ou A Crise do Sol

Dois anos após a luta contra o Cometa Império, uma batalha entre as nações interplanetárias "Império Galman" e "Federação Polar" faz com que um míssil destruidor de planetas fique vagando pelo espaço até cair no Sol. A reação da bomba no Sol faz com que se acelere seu processo de "fusão nuclear" e com isso o Sol iria explodir em 1 ano, por isso a Patrulha Estelar deveria partir para buscar um novo planeta para a humanidade.
- Space Battleship Yamato 2199

Lançada primeiro nos cinemas em 7 de abril de 2012, 2199 é um remake da série original. Nessa série, Yutaka Izubuchi atua como diretor supervisor, Yoshinobu Nishizaki como roteirista, o design dos personagens é feito por Nobuteru Yūki, e Makoto Kobayashi fica a cargo do design conceitual dos mechas. O anime é uma co-produção entre Xebec e AIC. A exibição na televisão começou em 7 de abril de 2013.

### Longa-metragens
- Space Cruiser Yamato

O primeiro longa-metragem, compactando em 2 horas os 26 episódios de Busca de Iscandar (Quest to Iscandar). Fez grande sucesso nos cinemas japoneses, tornando possível a continuação do anime no filme Sarabá Uchuu Senkan Yamato.
- Arrivederci Yamato (Sarabá Uchuu Senkan Yamato ou Farewell to Yamato)

A mesma história da segunda série, Cometa Império. A principal diferença é que no final vários personagens importantes morrem e a nave é destruída. Com o sucesso do filme, este foi desconsiderado cronologicamente e a história estendida para os 26 episódios de Cometa Império.
- New Voyage (telefilme exibido originalmente na TV)

Após a destruição do Cometa Império, Deslock pede ajuda para a Patrulha Estelar pois o planeta Iscandar está sendo atacado pelo império Golba.
- Be Forever Yamato

A Terra é atacada pelo povo da Nebulosa Negra, o Império Golba, os mesmos que atacaram Iscandar no filme New Voyage. A Patrulha Estelar, junto com a filha de Star-sha (que tem crescimento acelerado), precisa alcançar o planeta mãe do inimigo para evitar que este detone uma bomba que eliminaria a vida na Terra.
- Final Yamato

A Terra é atacada pelo povo do planeta Denguil, que o usa o planeta Aquaria para inundar a Terra. Esta é considerada a maior animação cinematográfica já feita com certa de mais 165 minutos de duração.
- Yamato Rebirth

A história ocorre 17 anos após os eventos de Final Yamato. A Terra está prestes a ser tragada por um buraco negro, e a única salvação para a humanidade é emigrar para um planeta distante. Mas uma Aliança de povos galácticos interpreta essa migração como uma tentativa de invasão, e envia frotas que impedem o êxodo. A Yamato, reconstruída, é a única esperança para levar adiante o plano de evacuação, e desvendar os planos políticos por trás da Aliança.
- Space Battleship Yamato 2010

Filme live action que reconta a série a partir do início, com a Terra sendo atacada por Gamilon, e a Yamato partindo em busca do planeta Iscandar.

## No Brasil
No Brasil, Patrulha Estelar teve uma breve passagem pela Rede Record, que após o grande incêndio sofrido em 1981, passou os direitos de exibição para TV Manchete entre 1983 e 1985, nos programas Clube da Criança apresentado por Xuxa e Circo Alegre apresentado pelo palhaço Carequinha.
Inicialmente foi exibida a segunda fase, Cometa Império, distribuída em sua versão americana, com muitos cortes e adaptações feitas nos Estados Unidos, e com os nomes modificados lá. Essas adaptações e cortes tiveram por base a censura americana, que considerava certas partes do anime violentas ou inadequadas para crianças, além de ver nas referências japonesas um problema, já que poderia ser encarado como um desenho de ideologia anti-americana.
A terceira fase, A Crise do Sol, porém, foi exibida com as aberturas e encerramentos no idioma japonês, o mesmo acontecendo com as músicas. Aparentemente não houve cortes e alguns nomes originais foram mantidos, principalmente dos personagens novos. Por causa da adaptação diretamente da versão japonesa, na terceira série era muito comum os personagens se referirem à Patrulha Estelar (tanto tripulação e nave) como "Argo", tradução americana para o nome "Yamato", nas duas primeiras temporadas. Na versão brasileira de Cometa Império, tradicionalmente os heróis eram chamados de "Patrulha Estelar", usado no lugar de "StarBlazer" da versão americana.
Não há certeza sobre o motivo da não exibição de Quest to Iscandar pela Rede Manchete, ou se até mesmo foi ou não exibido. Uma das teorias é de que a emissora carioca estava sendo implantada quando transmitiu a primeira temporada e só algumas regiões do Rio de Janeiro puderam assistir.

### Dubladores Brasileiros
| - Carlos Marques - Wildstar - Dário de Castro - Venture - Newton da Matta - Homer/Aiara - Garcia Jr. - Eager - Sílvio Navas - Deslock | - Viviane Farias - Lola - Mário Jorge - Dash e IQ9 - Marcos Miranda - Conroy/Kato - Ionei Silva - Dr. San - Dario Lourenço - Orion - Nizo Neto - Tokugawa Tasuke | - André Luiz "Chapéu" - Comandante Todo - Roberto Macedo - Sgto. Knox - Isaac Bardavid - Princípe Zordar - Cleonir dos Santos - Ryusuke Domon - Luis Feier - Narrador Direção de dublagem: Mario Monjardim |

## Em Portugal
Em Portugal a série foi emitida pela RTP na versão inglesa com legendas em português sob o título de Força Astral, com os nomes dos personagens alterados.
- Capitão Avatar (Capitão Juzo Okita )
- Desslock (Desler)
- Derek Wildstar (Susumu Kodai)
- Nova (Yuki)
- Rainha Starsha

## Ficha técnica
- Criação: Yoshinobu Nishizaki
- Direção: Leiji Matsumoto
- Animação: Noboru Ishiguro
- Música: Hiroshi Miyagawa
- Estúdio: Nippon Columbia
- Exibição no Japão:
  - Busca de Iscandar: 06/10/1974.10.06 a 30/03/1975
  - Cometa Império: 14/10/1978.10.14 a 07/04/1979
  - A Crise do Sol: 11/10/1980 a 04/04/1981

## Recepção e legado
A série é considerada uma das mais importantes da história do anime, mudando o paradigma da animação, principalmente do gênero mecha, influenciando trabalhos como Mobile Suit Gundam e Neon Genesis Evangelion. Hideaki Anno elegeu Yamato seu anime favorito e creditou-o por despertar seu interesse por animes. O criador de Street Fighter, Takashi Nishiyama, credita a série e o sistema de mísseis da nave, "Hadouho", pela criação do movimento especial Hadouken. Space Battleship Yamato foi a primeira produção relacionada a anime a ganhar o Prêmio Seiun, entregue a melhor obra de ficção científica, algo que só foi repetido dez anos depois, em 1985, pelo filme Nausicaä do Vale do Vento. Em 2001, a revista Animage listou a série e o filme de Yamato como a 13ª e a 19ª melhor produção de anime de todos os tempos.